# 2014 WW509
2014 WW509 est un objet de la ceinture de Kuiper en résonance 3:5 avec Neptune. Son diamètre est d'environ 365 kilomètres, ce qui en fait potentiellement une planète naine, si l'estimation de la taille est correcte. 